# Richard Balandras
Richard Balandras (ur. 21 października 1969 roku w Clermont-Ferrand) – francuski kierowca wyścigowy.

## Kariera
Balandras rozpoczął karierę w międzynarodowych wyścigach samochodowych w 1988 roku od startów we Francuskiej Formule Ford 1600, gdzie jednak nie zdobywał punktów. W późniejszych latach Francuz pojawiał się także w stawce Festiwalu Formuły Ford, 24-godzinnego wyścigu Le Mans, Global GT Championship, French GT Championship, 1000 km Le Mans, FIA GT3 European Championship, Francuskiego Pucharu Porsche Carrera, Le Mans Series, International GT Open, FIA GT2 European Cup, 24H Series oraz V de V Michelin Endurance Series.